# Horst Söhnlein
Horst Söhnlein, född 13 oktober 1943, död  
23 mars 2023, var aktiv i den västtyska Außerparlamentarische Opposition och deltog i Röda armé-fraktionens tidigaste attentat.
Söhnlein var aldrig medlem i Baader-Meinhof-gruppen. Han deltog dock, tillsammans med Andreas Baader, Thorwald Proll och Gudrun Ensslin, i ett misslyckat försök att bränna ner två varuhus, Kaufhof och Schneider, i Frankfurt am Main den 2 april 1968. Efter en amnesti, utfärdad av den västtyska regeringen efter ett överklagande, valde Söhnlein, till skillnad från sina kamrater, att inte försöka fly. Han avtjänade återstoden av sitt treåriga fängelsestraff och lämnade sedan sitt illegala politiska arbete bakom sig.